# حبيب شحادة حنا
حبيب شحادة حنا هو ملحّن وعازف عود وبزق فلسطيني، مواليد 21 يوليو 1974، في قرية الرامة في الجليل.

## حياته
ولد حبيب شحادة حنا في الرامة في الجليل ويعيش حاليا في مدينة حيفا، أكمل دراسته في مجال الموسيقى في مدينة القدس، شارك شحادة في العديد من المهرجانات موسيقية حول العالم ومثل فلسطين هناك، أسس مشروع إطار في الرملة واللد، يعمل حاليا محاضرا في جامعة النجاح الوطنية في نابلس، كما شارك بتلحين الكثير من الأعمال الفنّية الموسيقية لفنانين فلسطينيين مثل ريم تلحمي ودلال أبو آمنة ومحمد عسّاف وغيرهم الكثير، وكذلك لفنانين لبنانيين على رأسهم أميمة الخليل وكذلك للجزائرية سعاد ماسي. ويدير حبيب شحادة مشروع المشغل المؤسسة العربية للفنّ والثقافة في حيفا. وشارك بتلحين مقطوعات في أفلام عالمية.

## أعماله
- تلحين موسيقى فيلم (Bikur Hatizmoret).[2]
- ألبوم يعلو، الذي يحوي عشرة أغان ومقطوعات.[3]
- المشاركة بتوزيع وتلحين ألبوم دلال أبو آمنة.[4]
- تلحين موسيقى فيلم هواء مقدس.

## جوائز
فاز عن موسيقى فيلم هواء بمقدس بجائزة مونبلييه في فرنسا

## تطلعات وآراء
طالما نظر شحادة للموسيقى الفلسطينية جزء من الموسيقى العربية، ولطالما ارتبطت موسيقاه وتأثرت بالوضع السياسي والاجتماعي الذي تمرّ به فلسطين والبلاد العربية، ويرى أن الهمّ السياسي هو ما يدفعه لمشاركة فنانين آخرين الألحان والعمل معهم. ويطرح حنا إشكالية الإنتاج المكلفة التي تواجه الفنانين حيث أن عملية الإنتاج مكلفة رغم أن الفنانين يتلقون الدعم من الصناديق الداعمة إلا أن الفنان مازال يدفع من جيبه الخاصّ وهذا مكلّف جدا بالنسبة لهم. إن ما يشغل شحادة هو ملاحقات الاحتلال الإسرائيلي للفن الفلسطيني والمثقفين في حيفا والتضييقات السياسية وضياع الهوية في ظل الحرب الشرسة التي يواجهها الفلسطينيون، يذكر شحادة أن هدفه هو غرس الموسيقى في جهاز التربية والتعليم عند العرب في الداخل وكذلك انجاح مشروعه الموسيقى الذي يعمل عليه منذ أكثر من عقد.